# Ферари, Рахела
Рахела Ферари (настоящие имя и фамилия — Бэла Рахиль Фрайнд); (серб. Рахела Ферари; 27 августа 1911, Земун — 12 февраля 1994, Белград) — сербская и югославская артистка театра, кино и телевидения.

## Биография
Родилась в Земуне в еврейской семье. С 1930 по 1940 г. выступала на сцене Сербского национального театра в г. Нови-Сад, в 1940—1941 — Художественного театра в Белграде . После окончания Второй мировой войны с 1945 до 1947 г. вновь играла в театре Нови-Сад. С момента создания югославского драматического театра в 1947 году — солистка этого театра.
Исполнила большое количество разнообразных ролей в спектаклях национального и международного репертуара. Среди персонажей: Пашка в «Рыбацкой ссоре» К. Гольдони, Ксения в «Егоре Булычове» М. Горького, Василиса в «На дне» М. Горького, Зелениско в «Патриотах» Й. Стерия-Поповича, леди Маркель в спектакле по пьесе Оскара Уайльда «Идеальный муж» и др.
Снималась в кино. Сыграла в 92 кинодрамах, кинокомедиях и мелодрамах.
Умерла в Белграде 12 февраля 1994 г. Похоронена на Аллее заслуженных граждан Нового кладбища в Белграде.

## Избранная фильмография
- 1993 — Рай (ТВ)
- 1992 — Аргентинское танго / Tango argentino — Нана
- 1990 — Давайте любить 3 / Hajde da se volimo 3
- 1989 — Балканский экспресс 2 (сериал) / Balkan ekspres 2 — мать Кости
- 1988 — Манифест / Manifesto — бабушка
- 1988 — Тесная кожа 3 / Tesna koza 3 — мать Мити
- 1987 — Иванов (ТВ)/ Ivanov — Назаровна
- 1987 — Случай Хармс / Slucaj Harms — старая дама
- 1987 — Тесная кожа 2 / Tesna koza 2 — мать Мити
- 1984 — Серый дом (сериал) / Sivi dom — Руза Лопуза
- 1984 — Душитель против душителя — мать Перы
- 1982 — Тесная кожа / Tesna koza — мать Мити
- 1981 — Какая-то другая женщина / Neka druga zena
- 1979 — Национальный класс / Nacionalna klasa — тётка Ната
- 1979 — Тигр / Tigar — Гадзиракич
- 1975 — Веер леди Уиндермир (ТВ) / Lepeza ledi Vindemir
- 1974 — Личный оркестр (ТВ) / Porodicni orkestar
- 1972 — Самоубийца (ТВ) / Samoubica
- 1970 — Дядя Ваня (ТВ) / Ujka Vanja — Мария Васильевна Войницкая
- 1970 — Без покоя / Bube u glavi — Томицкая
- 1970 — Гостиница на главной дороге (ТВ) / Krcma na glavnom drumu
- 1969 — Великий день / Veliki dan — Газдарица
- 1968 — Перед богом и людьми / Isten és ember elött — Иллиаш
- 1968 — Куда полетят голуби — Бака
- 1977 — Егор Булычов (ТВ) — Ксения Булычёва
- 1977 — Скупщики перьев — игуменья
- 1967 — Симон (ТВ)
- 1963 — Два критических дня (ТВ) / Dva presudna dana
- 1960 — Первый гражданин маленького города / Prvi gradjanin male varosi — тетя Миско
- 1960 — День четырнадцатый / Dan cetrnaesti — София
- 1957 — Ищу Ванду Кос / Potrazi Vandu Kos — мать Ванды
- 1953 — Буря / Nevjera — Маре